# Сади Гвасталла
45°27′36.11″ пн. ш. 9°11′50.63″ сх. д. / 45.4600306° пн. ш. 9.1973972° сх. д.

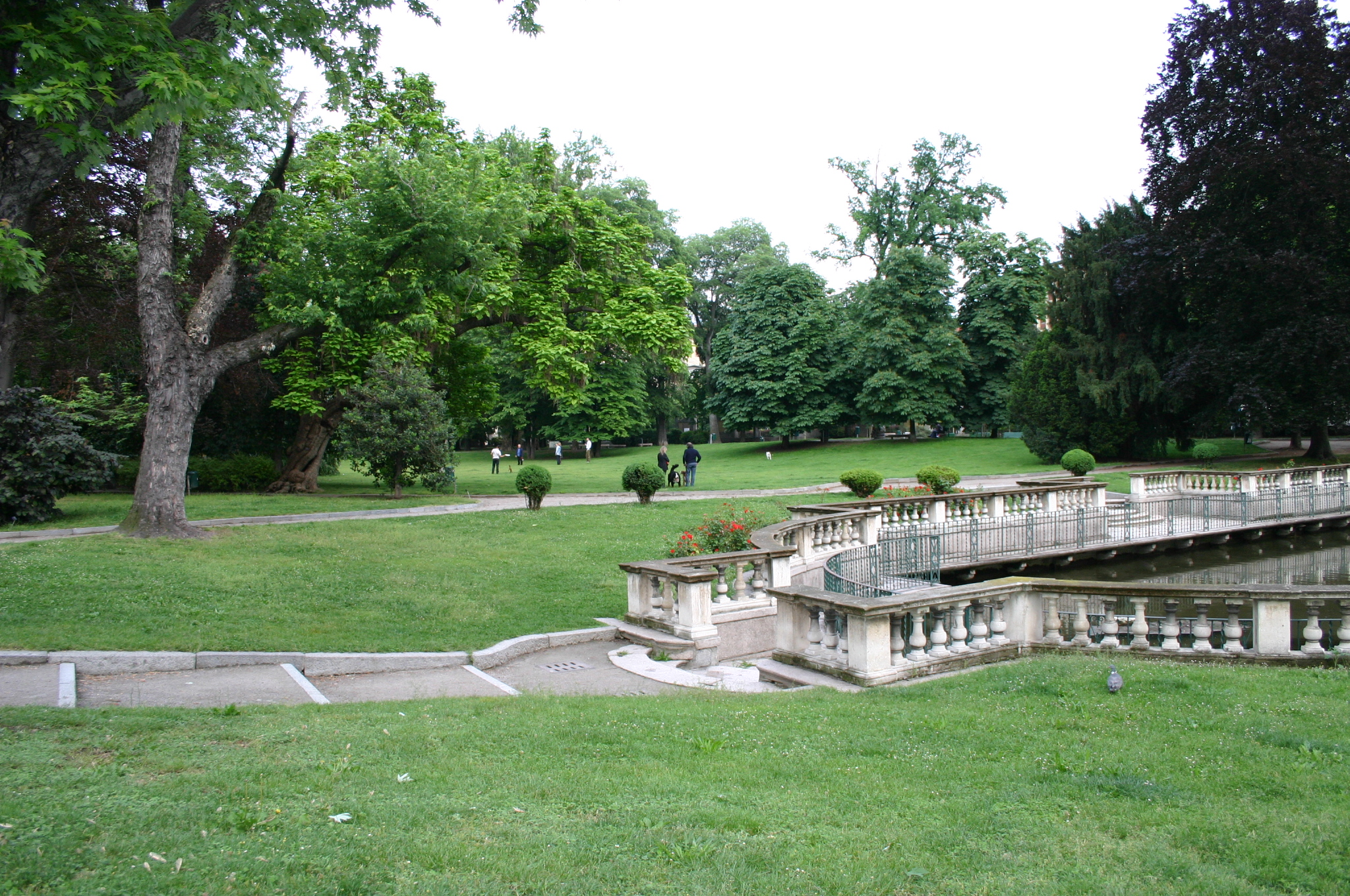
Сади Ґуасталла

Сади Гвасталла (з іт. Giardini della Guastalla) — один із найстаріших парків Мілана, знаходиться по вул. Франческо Сфорца навпроти Міланського державного університету (Università degli Studi di Milano) і поблизу шпиталю Maggiore. Площа — 12 тис. м².

## Історія

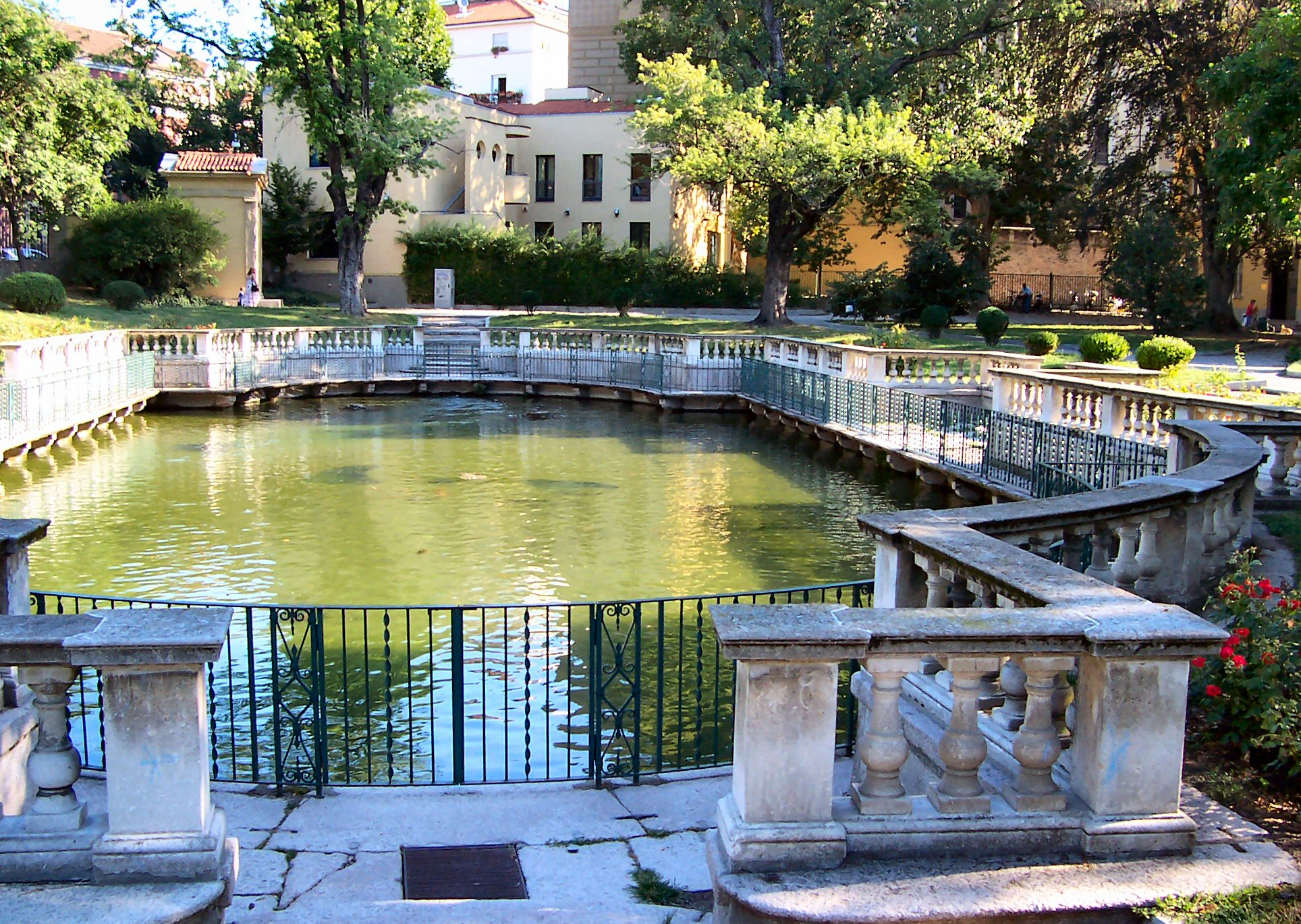
Ставок

В 1555 р. в Мілані був заснований Коледж Ґуасталла (Collegio della Guastalla) з ініціятиви Паоли Лодовіки Тореллі, графині з Ґуасталла, 1499 р.н. Паола овдовіла у віці 29 р., продала свій феод і переїхала до Мілана. Тут заснувала монастир і організувала навчання для дівчаток із шляхетних, але збіднілих родин. У 1937 році міська влада Мілана вирішує експропріювати будівлю коледжу, а сам навчальний заклад переїздить до Монци. Зараз в приміщенні колишнього Коледжу знаходиться офіс мирового судді м. Мілан (ufficio del Giudice di Pace di Milano).

## Парк

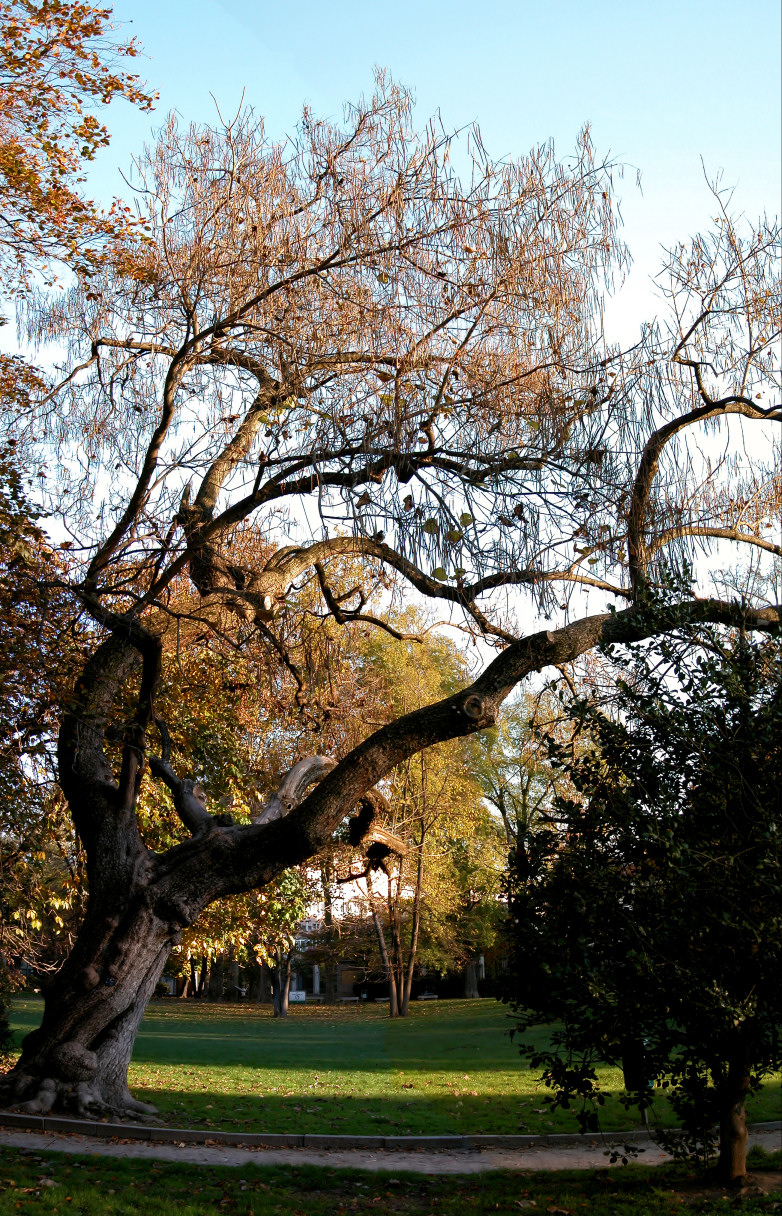
Столітні дерева в парку.

Парк був відкритий для громадськості в 1939 році і на той час був єдиним цілим з парком палацу Сормані.
В парку знаходиться ставок в стилі бароко (XVI ст.), прикрашений білим гранітом; група статуй (Скорботна Маддалена, втішена ангелами), неокласична каплиця. Існує також ігровий майданчик для дітей та окрема обгороджена ділянка для собак. Поруч з парком — на розі вул. Сан Барнаба і вул. Комменда знаходиться вишуканий фонтан (бароко).
Серед наявних видів дерев — кінський каштан, граб, клен, ясен, липа, ліквідамбар, баґоларо, магнолія, платан, бук, горіх чорний.

## Лінки
- комуна Мілана